# Tecelão-de-capuz-preto
O tecelão-de-capuz-preto (Pseudonigrita cabanisi) é uma espécie de ave semelhante a um pardal que foi atribuída à família Ploceidae. Foi originalmente descrita por Fisher e Reichenow e, posteriormente, reclassificada por este último no gênero Pseudonigrita. Os adultos têm cabeça preta, bico cor de marfim, olhos vermelhos, dorso e asas marrons, cauda marrom-escura, pescoço e partes inferiores brancas com uma linha média preta e pernas escuras. Reproduz-se em colônias e ninhos cobertos com uma entrada na parte inferior em árvores espinhosas, como as acácias, são construídos pelo macho com caules de grama. É encontrado em partes da Etiópia, Quênia, Somália e Tanzânia. Às vezes, é mantido e criado em cativeiro.

## Taxonomia e sistemática
Em 1884, o tecelão-de-capuz-preto foi descrito pela primeira vez pelo explorador alemão da África Oriental Gustav Fischer [en] e pelo ornitólogo alemão Anton Reichenow [en] como Nigrita cabanisi, com base em um espécime coletado em 1883 por Fischer nas Montanhas Pare [en]. Em 1903, Reichenow atribuiu a espécie ao seu recém-criado gênero Pseudonigrita [en], pois considerava P. arnaudi e P. cabanisi relacionadas aos tecelões (Ploceidae), enquanto as outras espécies Nigrita bicolor [en], Nigrita canicapillus [en], Nigrita fusconotus [en] e Nigrita luteifrons [en] são atribuídas à família Estrildidae. Em 1942, Hans von Boetticher foi da opinião de que a espécie era diferente o suficiente para ser atribuída a seu próprio gênero, e fez a nova combinação Somalita cabanisi. O nome da espécie cabanisi homenageia Jean Cabanis, um ornitólogo alemão. Não há subtáxons.
“Tecelão-de-capuz-preto” foi designado como o nome oficial pela International Ornithologists' Union.

### Filogenia
Com base em uma análise de DNA recente (que não incluiu o P. cabanisi), o gênero Pseudonigrita pertence à subfamília Plocepasserinae e está mais relacionado ao tecelão-sociável [en]. Esse clado é grupo irmão de Plocepasser [en]. Desde que a relação de parentesco entre as espécies de Pseudonigrita esteja correta, a árvore a seguir expressa as percepções atuais:
|  | Philetairus socius [en]                                                          |
|  |                                                                                  |
|  | \| \| Pseudonigrita cabanisi \| \| \| \| \| \| Pseudonigrita arnaudi \| \| \| \| |
|  |                                                                                  |
|  | Pseudonigrita cabanisi                                                           |
|  |                                                                                  |
|  | Pseudonigrita arnaudi                                                            |
|  |                                                                                  |

|  | Pseudonigrita cabanisi |
|  |                        |
|  | Pseudonigrita arnaudi  |
|  |                        |

|  | Philetairus socius [en]                                                          |
|  |                                                                                  |
|  | \| \| Pseudonigrita cabanisi \| \| \| \| \| \| Pseudonigrita arnaudi \| \| \| \| |
|  |                                                                                  |
|  | Pseudonigrita cabanisi                                                           |
|  |                                                                                  |
|  | Pseudonigrita arnaudi                                                            |
|  |                                                                                  |

|  | Pseudonigrita cabanisi |
|  |                        |
|  | Pseudonigrita arnaudi  |
|  |                        |

|  | Philetairus socius [en]                                                          |
|  |                                                                                  |
|  | \| \| Pseudonigrita cabanisi \| \| \| \| \| \| Pseudonigrita arnaudi \| \| \| \| |
|  |                                                                                  |
|  | Pseudonigrita cabanisi                                                           |
|  |                                                                                  |
|  | Pseudonigrita arnaudi                                                            |
|  |                                                                                  |

|  | Pseudonigrita cabanisi |
|  |                        |
|  | Pseudonigrita arnaudi  |
|  |                        |

|  | Philetairus socius [en]                                                          |
|  |                                                                                  |
|  | \| \| Pseudonigrita cabanisi \| \| \| \| \| \| Pseudonigrita arnaudi \| \| \| \| |
|  |                                                                                  |
|  | Pseudonigrita cabanisi                                                           |
|  |                                                                                  |
|  | Pseudonigrita arnaudi                                                            |
|  |                                                                                  |

|  | Pseudonigrita cabanisi |
|  |                        |
|  | Pseudonigrita arnaudi  |
|  |                        |

| subfamília Bubalornithinae | \| \| Dinemellia dinemelli \| \| \| \| \| \| Bubalornis \| \| \| \| |
|                            | \| \| Dinemellia dinemelli \| \| \| \| \| \| Bubalornis \| \| \| \| |
| subfamília Ploceinae       | todos os outros tecelões                                            |
|                            | todos os outros tecelões                                            |
|                            | Dinemellia dinemelli                                                |
|                            |                                                                     |
|                            | Bubalornis                                                          |
|                            |                                                                     |

|  | Dinemellia dinemelli |
|  |                      |
|  | Bubalornis           |
|  |                      |

|  | Philetairus socius [en]                                                          |
|  |                                                                                  |
|  | \| \| Pseudonigrita cabanisi \| \| \| \| \| \| Pseudonigrita arnaudi \| \| \| \| |
|  |                                                                                  |
|  | Pseudonigrita cabanisi                                                           |
|  |                                                                                  |
|  | Pseudonigrita arnaudi                                                            |
|  |                                                                                  |

|  | Pseudonigrita cabanisi |
|  |                        |
|  | Pseudonigrita arnaudi  |
|  |                        |

|  | Philetairus socius [en]                                                          |
|  |                                                                                  |
|  | \| \| Pseudonigrita cabanisi \| \| \| \| \| \| Pseudonigrita arnaudi \| \| \| \| |
|  |                                                                                  |
|  | Pseudonigrita cabanisi                                                           |
|  |                                                                                  |
|  | Pseudonigrita arnaudi                                                            |
|  |                                                                                  |

|  | Pseudonigrita cabanisi |
|  |                        |
|  | Pseudonigrita arnaudi  |
|  |                        |

|  | Philetairus socius [en]                                                          |
|  |                                                                                  |
|  | \| \| Pseudonigrita cabanisi \| \| \| \| \| \| Pseudonigrita arnaudi \| \| \| \| |
|  |                                                                                  |
|  | Pseudonigrita cabanisi                                                           |
|  |                                                                                  |
|  | Pseudonigrita arnaudi                                                            |
|  |                                                                                  |

|  | Pseudonigrita cabanisi |
|  |                        |
|  | Pseudonigrita arnaudi  |
|  |                        |

|  | Philetairus socius [en]                                                          |
|  |                                                                                  |
|  | \| \| Pseudonigrita cabanisi \| \| \| \| \| \| Pseudonigrita arnaudi \| \| \| \| |
|  |                                                                                  |
|  | Pseudonigrita cabanisi                                                           |
|  |                                                                                  |
|  | Pseudonigrita arnaudi                                                            |
|  |                                                                                  |

|  | Pseudonigrita cabanisi |
|  |                        |
|  | Pseudonigrita arnaudi  |
|  |                        |

| subfamília Bubalornithinae | \| \| Dinemellia dinemelli \| \| \| \| \| \| Bubalornis \| \| \| \| |
|                            | \| \| Dinemellia dinemelli \| \| \| \| \| \| Bubalornis \| \| \| \| |
| subfamília Ploceinae       | todos os outros tecelões                                            |
|                            | todos os outros tecelões                                            |
|                            | Dinemellia dinemelli                                                |
|                            |                                                                     |
|                            | Bubalornis                                                          |
|                            |                                                                     |

|  | Dinemellia dinemelli |
|  |                      |
|  | Bubalornis           |
|  |                      |

|  | Philetairus socius [en]                                                          |
|  |                                                                                  |
|  | \| \| Pseudonigrita cabanisi \| \| \| \| \| \| Pseudonigrita arnaudi \| \| \| \| |
|  |                                                                                  |
|  | Pseudonigrita cabanisi                                                           |
|  |                                                                                  |
|  | Pseudonigrita arnaudi                                                            |
|  |                                                                                  |

|  | Pseudonigrita cabanisi |
|  |                        |
|  | Pseudonigrita arnaudi  |
|  |                        |

|  | Philetairus socius [en]                                                          |
|  |                                                                                  |
|  | \| \| Pseudonigrita cabanisi \| \| \| \| \| \| Pseudonigrita arnaudi \| \| \| \| |
|  |                                                                                  |
|  | Pseudonigrita cabanisi                                                           |
|  |                                                                                  |
|  | Pseudonigrita arnaudi                                                            |
|  |                                                                                  |

|  | Pseudonigrita cabanisi |
|  |                        |
|  | Pseudonigrita arnaudi  |
|  |                        |

|  | Philetairus socius [en]                                                          |
|  |                                                                                  |
|  | \| \| Pseudonigrita cabanisi \| \| \| \| \| \| Pseudonigrita arnaudi \| \| \| \| |
|  |                                                                                  |
|  | Pseudonigrita cabanisi                                                           |
|  |                                                                                  |
|  | Pseudonigrita arnaudi                                                            |
|  |                                                                                  |

|  | Pseudonigrita cabanisi |
|  |                        |
|  | Pseudonigrita arnaudi  |
|  |                        |

|  | Philetairus socius [en]                                                          |
|  |                                                                                  |
|  | \| \| Pseudonigrita cabanisi \| \| \| \| \| \| Pseudonigrita arnaudi \| \| \| \| |
|  |                                                                                  |
|  | Pseudonigrita cabanisi                                                           |
|  |                                                                                  |
|  | Pseudonigrita arnaudi                                                            |
|  |                                                                                  |

|  | Pseudonigrita cabanisi |
|  |                        |
|  | Pseudonigrita arnaudi  |
|  |                        |

| subfamília Bubalornithinae | \| \| Dinemellia dinemelli \| \| \| \| \| \| Bubalornis \| \| \| \| |
|                            | \| \| Dinemellia dinemelli \| \| \| \| \| \| Bubalornis \| \| \| \| |
| subfamília Ploceinae       | todos os outros tecelões                                            |
|                            | todos os outros tecelões                                            |
|                            | Dinemellia dinemelli                                                |
|                            |                                                                     |
|                            | Bubalornis                                                          |
|                            |                                                                     |

|  | Dinemellia dinemelli |
|  |                      |
|  | Bubalornis           |
|  |                      |

|  | Philetairus socius [en]                                                          |
|  |                                                                                  |
|  | \| \| Pseudonigrita cabanisi \| \| \| \| \| \| Pseudonigrita arnaudi \| \| \| \| |
|  |                                                                                  |
|  | Pseudonigrita cabanisi                                                           |
|  |                                                                                  |
|  | Pseudonigrita arnaudi                                                            |
|  |                                                                                  |

|  | Pseudonigrita cabanisi |
|  |                        |
|  | Pseudonigrita arnaudi  |
|  |                        |

|  | Philetairus socius [en]                                                          |
|  |                                                                                  |
|  | \| \| Pseudonigrita cabanisi \| \| \| \| \| \| Pseudonigrita arnaudi \| \| \| \| |
|  |                                                                                  |
|  | Pseudonigrita cabanisi                                                           |
|  |                                                                                  |
|  | Pseudonigrita arnaudi                                                            |
|  |                                                                                  |

|  | Pseudonigrita cabanisi |
|  |                        |
|  | Pseudonigrita arnaudi  |
|  |                        |

|  | Philetairus socius [en]                                                          |
|  |                                                                                  |
|  | \| \| Pseudonigrita cabanisi \| \| \| \| \| \| Pseudonigrita arnaudi \| \| \| \| |
|  |                                                                                  |
|  | Pseudonigrita cabanisi                                                           |
|  |                                                                                  |
|  | Pseudonigrita arnaudi                                                            |
|  |                                                                                  |

|  | Pseudonigrita cabanisi |
|  |                        |
|  | Pseudonigrita arnaudi  |
|  |                        |

|  | Philetairus socius [en]                                                          |
|  |                                                                                  |
|  | \| \| Pseudonigrita cabanisi \| \| \| \| \| \| Pseudonigrita arnaudi \| \| \| \| |
|  |                                                                                  |
|  | Pseudonigrita cabanisi                                                           |
|  |                                                                                  |
|  | Pseudonigrita arnaudi                                                            |
|  |                                                                                  |

|  | Pseudonigrita cabanisi |
|  |                        |
|  | Pseudonigrita arnaudi  |
|  |                        |

| subfamília Bubalornithinae | \| \| Dinemellia dinemelli \| \| \| \| \| \| Bubalornis \| \| \| \| |
|                            | \| \| Dinemellia dinemelli \| \| \| \| \| \| Bubalornis \| \| \| \| |
| subfamília Ploceinae       | todos os outros tecelões                                            |
|                            | todos os outros tecelões                                            |
|                            | Dinemellia dinemelli                                                |
|                            |                                                                     |
|                            | Bubalornis                                                          |
|                            |                                                                     |

|  | Dinemellia dinemelli |
|  |                      |
|  | Bubalornis           |
|  |                      |

|  | Philetairus socius [en]                                                          |
|  |                                                                                  |
|  | \| \| Pseudonigrita cabanisi \| \| \| \| \| \| Pseudonigrita arnaudi \| \| \| \| |
|  |                                                                                  |
|  | Pseudonigrita cabanisi                                                           |
|  |                                                                                  |
|  | Pseudonigrita arnaudi                                                            |
|  |                                                                                  |

|  | Pseudonigrita cabanisi |
|  |                        |
|  | Pseudonigrita arnaudi  |
|  |                        |

|  | Philetairus socius [en]                                                          |
|  |                                                                                  |
|  | \| \| Pseudonigrita cabanisi \| \| \| \| \| \| Pseudonigrita arnaudi \| \| \| \| |
|  |                                                                                  |
|  | Pseudonigrita cabanisi                                                           |
|  |                                                                                  |
|  | Pseudonigrita arnaudi                                                            |
|  |                                                                                  |

|  | Pseudonigrita cabanisi |
|  |                        |
|  | Pseudonigrita arnaudi  |
|  |                        |

|  | Philetairus socius [en]                                                          |
|  |                                                                                  |
|  | \| \| Pseudonigrita cabanisi \| \| \| \| \| \| Pseudonigrita arnaudi \| \| \| \| |
|  |                                                                                  |
|  | Pseudonigrita cabanisi                                                           |
|  |                                                                                  |
|  | Pseudonigrita arnaudi                                                            |
|  |                                                                                  |

|  | Pseudonigrita cabanisi |
|  |                        |
|  | Pseudonigrita arnaudi  |
|  |                        |

|  | Philetairus socius [en]                                                          |
|  |                                                                                  |
|  | \| \| Pseudonigrita cabanisi \| \| \| \| \| \| Pseudonigrita arnaudi \| \| \| \| |
|  |                                                                                  |
|  | Pseudonigrita cabanisi                                                           |
|  |                                                                                  |
|  | Pseudonigrita arnaudi                                                            |
|  |                                                                                  |

|  | Pseudonigrita cabanisi |
|  |                        |
|  | Pseudonigrita arnaudi  |
|  |                        |

| subfamília Bubalornithinae | \| \| Dinemellia dinemelli \| \| \| \| \| \| Bubalornis \| \| \| \| |
|                            | \| \| Dinemellia dinemelli \| \| \| \| \| \| Bubalornis \| \| \| \| |
| subfamília Ploceinae       | todos os outros tecelões                                            |
|                            | todos os outros tecelões                                            |
|                            | Dinemellia dinemelli                                                |
|                            |                                                                     |
|                            | Bubalornis                                                          |
|                            |                                                                     |

|  | Dinemellia dinemelli |
|  |                      |
|  | Bubalornis           |
|  |                      |

|  | Philetairus socius [en]                                                          |
|  |                                                                                  |
|  | \| \| Pseudonigrita cabanisi \| \| \| \| \| \| Pseudonigrita arnaudi \| \| \| \| |
|  |                                                                                  |
|  | Pseudonigrita cabanisi                                                           |
|  |                                                                                  |
|  | Pseudonigrita arnaudi                                                            |
|  |                                                                                  |

|  | Pseudonigrita cabanisi |
|  |                        |
|  | Pseudonigrita arnaudi  |
|  |                        |

|  | Philetairus socius [en]                                                          |
|  |                                                                                  |
|  | \| \| Pseudonigrita cabanisi \| \| \| \| \| \| Pseudonigrita arnaudi \| \| \| \| |
|  |                                                                                  |
|  | Pseudonigrita cabanisi                                                           |
|  |                                                                                  |
|  | Pseudonigrita arnaudi                                                            |
|  |                                                                                  |

|  | Pseudonigrita cabanisi |
|  |                        |
|  | Pseudonigrita arnaudi  |
|  |                        |

|  | Philetairus socius [en]                                                          |
|  |                                                                                  |
|  | \| \| Pseudonigrita cabanisi \| \| \| \| \| \| Pseudonigrita arnaudi \| \| \| \| |
|  |                                                                                  |
|  | Pseudonigrita cabanisi                                                           |
|  |                                                                                  |
|  | Pseudonigrita arnaudi                                                            |
|  |                                                                                  |

|  | Pseudonigrita cabanisi |
|  |                        |
|  | Pseudonigrita arnaudi  |
|  |                        |

|  | Philetairus socius [en]                                                          |
|  |                                                                                  |
|  | \| \| Pseudonigrita cabanisi \| \| \| \| \| \| Pseudonigrita arnaudi \| \| \| \| |
|  |                                                                                  |
|  | Pseudonigrita cabanisi                                                           |
|  |                                                                                  |
|  | Pseudonigrita arnaudi                                                            |
|  |                                                                                  |

|  | Pseudonigrita cabanisi |
|  |                        |
|  | Pseudonigrita arnaudi  |
|  |                        |

| subfamília Bubalornithinae | \| \| Dinemellia dinemelli \| \| \| \| \| \| Bubalornis \| \| \| \| |
|                            | \| \| Dinemellia dinemelli \| \| \| \| \| \| Bubalornis \| \| \| \| |
| subfamília Ploceinae       | todos os outros tecelões                                            |
|                            | todos os outros tecelões                                            |
|                            | Dinemellia dinemelli                                                |
|                            |                                                                     |
|                            | Bubalornis                                                          |
|                            |                                                                     |

|  | Dinemellia dinemelli |
|  |                      |
|  | Bubalornis           |
|  |                      |

|  | Philetairus socius [en]                                                          |
|  |                                                                                  |
|  | \| \| Pseudonigrita cabanisi \| \| \| \| \| \| Pseudonigrita arnaudi \| \| \| \| |
|  |                                                                                  |
|  | Pseudonigrita cabanisi                                                           |
|  |                                                                                  |
|  | Pseudonigrita arnaudi                                                            |
|  |                                                                                  |

|  | Pseudonigrita cabanisi |
|  |                        |
|  | Pseudonigrita arnaudi  |
|  |                        |

|  | Philetairus socius [en]                                                          |
|  |                                                                                  |
|  | \| \| Pseudonigrita cabanisi \| \| \| \| \| \| Pseudonigrita arnaudi \| \| \| \| |
|  |                                                                                  |
|  | Pseudonigrita cabanisi                                                           |
|  |                                                                                  |
|  | Pseudonigrita arnaudi                                                            |
|  |                                                                                  |

|  | Pseudonigrita cabanisi |
|  |                        |
|  | Pseudonigrita arnaudi  |
|  |                        |

|  | Philetairus socius [en]                                                          |
|  |                                                                                  |
|  | \| \| Pseudonigrita cabanisi \| \| \| \| \| \| Pseudonigrita arnaudi \| \| \| \| |
|  |                                                                                  |
|  | Pseudonigrita cabanisi                                                           |
|  |                                                                                  |
|  | Pseudonigrita arnaudi                                                            |
|  |                                                                                  |

|  | Pseudonigrita cabanisi |
|  |                        |
|  | Pseudonigrita arnaudi  |
|  |                        |

|  | Philetairus socius [en]                                                          |
|  |                                                                                  |
|  | \| \| Pseudonigrita cabanisi \| \| \| \| \| \| Pseudonigrita arnaudi \| \| \| \| |
|  |                                                                                  |
|  | Pseudonigrita cabanisi                                                           |
|  |                                                                                  |
|  | Pseudonigrita arnaudi                                                            |
|  |                                                                                  |

|  | Pseudonigrita cabanisi |
|  |                        |
|  | Pseudonigrita arnaudi  |
|  |                        |

| subfamília Bubalornithinae | \| \| Dinemellia dinemelli \| \| \| \| \| \| Bubalornis \| \| \| \| |
|                            | \| \| Dinemellia dinemelli \| \| \| \| \| \| Bubalornis \| \| \| \| |
| subfamília Ploceinae       | todos os outros tecelões                                            |
|                            | todos os outros tecelões                                            |
|                            | Dinemellia dinemelli                                                |
|                            |                                                                     |
|                            | Bubalornis                                                          |
|                            |                                                                     |

|  | Dinemellia dinemelli |
|  |                      |
|  | Bubalornis           |
|  |                      |

|  | Philetairus socius [en]                                                          |
|  |                                                                                  |
|  | \| \| Pseudonigrita cabanisi \| \| \| \| \| \| Pseudonigrita arnaudi \| \| \| \| |
|  |                                                                                  |
|  | Pseudonigrita cabanisi                                                           |
|  |                                                                                  |
|  | Pseudonigrita arnaudi                                                            |
|  |                                                                                  |

|  | Pseudonigrita cabanisi |
|  |                        |
|  | Pseudonigrita arnaudi  |
|  |                        |

|  | Philetairus socius [en]                                                          |
|  |                                                                                  |
|  | \| \| Pseudonigrita cabanisi \| \| \| \| \| \| Pseudonigrita arnaudi \| \| \| \| |
|  |                                                                                  |
|  | Pseudonigrita cabanisi                                                           |
|  |                                                                                  |
|  | Pseudonigrita arnaudi                                                            |
|  |                                                                                  |

|  | Pseudonigrita cabanisi |
|  |                        |
|  | Pseudonigrita arnaudi  |
|  |                        |

|  | Philetairus socius [en]                                                          |
|  |                                                                                  |
|  | \| \| Pseudonigrita cabanisi \| \| \| \| \| \| Pseudonigrita arnaudi \| \| \| \| |
|  |                                                                                  |
|  | Pseudonigrita cabanisi                                                           |
|  |                                                                                  |
|  | Pseudonigrita arnaudi                                                            |
|  |                                                                                  |

|  | Pseudonigrita cabanisi |
|  |                        |
|  | Pseudonigrita arnaudi  |
|  |                        |

|  | Philetairus socius [en]                                                          |
|  |                                                                                  |
|  | \| \| Pseudonigrita cabanisi \| \| \| \| \| \| Pseudonigrita arnaudi \| \| \| \| |
|  |                                                                                  |
|  | Pseudonigrita cabanisi                                                           |
|  |                                                                                  |
|  | Pseudonigrita arnaudi                                                            |
|  |                                                                                  |

|  | Pseudonigrita cabanisi |
|  |                        |
|  | Pseudonigrita arnaudi  |
|  |                        |

| subfamília Bubalornithinae | \| \| Dinemellia dinemelli \| \| \| \| \| \| Bubalornis \| \| \| \| |
|                            | \| \| Dinemellia dinemelli \| \| \| \| \| \| Bubalornis \| \| \| \| |
| subfamília Ploceinae       | todos os outros tecelões                                            |
|                            | todos os outros tecelões                                            |
|                            | Dinemellia dinemelli                                                |
|                            |                                                                     |
|                            | Bubalornis                                                          |
|                            |                                                                     |

|  | Dinemellia dinemelli |
|  |                      |
|  | Bubalornis           |
|  |                      |

## Descrição
O tecelão-de-capuz-preto tem 13 cm de comprimento e pesa de 18 a 24 g. As aves adultas têm uma capa preta extensa e bem delimitada que vai da abertura do bico, passando pela coroa até a parte de trás do pescoço, e também cobre a área ao redor do olho e da orelha. O pescoço, o manto, as asas e a garupa são uniformemente marrons. A cauda é marrom-escura. As laterais do pescoço, o peito e a barriga são brancas. Uma faixa preta longitudinal estreita claramente visível corre ao longo do meio da barriga até o estômago. Algumas penas pretas também marcam a lateral do peito, mas geralmente são difíceis de ver, pois podem estar parcial ou totalmente cobertas pelas asas. O bico é cor de marfim. Os olhos são vermelhos brilhantes. As aves jovens não têm as marcas pretas por completo, que, em vez disso, têm o mesmo tom marrom do manto e das asas. A íris dos jovens é marrom-escura.

## Distribuição e habitat
O tecelão-de-capuz-preto ocorre no centro e no sul da Etiópia, em grande parte do Quênia, em uma parte da Somália próxima à tríplice fronteira com a Etiópia e o Quênia e no norte da Tanzânia. Ele prefere savanas semiáridas dominadas por acácias e outros arbustos espinhosos.

## Comportamento e ecologia
O tecelão-de-capuz-preto é monogâmico e se reproduz em colônias. Alimenta-se principalmente de sementes de grama, mas também consome vegetação suculenta para obter água suficiente e insetos, principalmente para alimentar os filhotes.

### Reprodução
As árvores preferidas para fazer os ninhos incluem espécies de Acacia, Delonix e Euphorbia, e os ninhos com telhado, construídos tanto pelo macho quanto pela fêmea, são fixados em galhos finos e pendentes e são feitos de muitas palhas de grama retas. Os ninhos têm duas entradas voltadas para baixo, uma das quais é fechada assim que os ovos são postos até o momento em que os filhotes aprendem a voar. Uma ninhada é composta de dois a quatro ovos de 19 mm de comprimento e 14 mm de diâmetro, de cor branca ou rosada, com marcas marrons ou violetas.

## Avicultura
O tecelão-de-capuz-preto às vezes é mantido e criado em cativeiro por entusiastas. É melhor mantê-lo em um confinamento sem outras espécies de pássaros, pois os melhores resultados podem ser alcançados com grupos maiores dessa espécie. No entanto, ao contrário do tecelão-social-de-cabeça-cinzenta, sabe-se que pares únicos se reproduzem com sucesso. As aves também são muito tolerantes e podem ser combinadas com outras espécies. Um site especializado sugere fornecer galhos suspensos que possam ser usados para fixar os ninhos, sem cobertura vegetal por baixo. O restante da gaiola pode ser plantado com grama e alguns arbustos resistentes. Uma grande quantidade de material de nidificação, como palhas de grama, galhos muito finos ou fibra de coco, deve ser fornecida para a construção dos ninhos. As aves se alimentam principalmente de sementes com uma porcentagem menor de insetos, mas não se sabe qual é a mistura ideal. Na natureza, eles também comem flores, folhas e frutos, provavelmente como fonte de água quando não há água de superfície disponível. Em cativeiro, podem ser oferecidos pepino e alface, por exemplo. Durante a estação de reprodução, são necessários insetos vivos, pasta de insetos ou ovos triturados para criar os filhotes com sucesso. É necessário fornecer grãos de pedra finos e fontes de cálcio, como grãos de concha e ossos de choco. Devido à sua grande demanda por material de nidificação, pode ocorrer roubo excessivo se outras espécies de Plocepasserinae forem mantidas no mesmo confinamento. Este site especializado observa que os machos às vezes jogam os filhotes para fora do ninho. A substituição de larvas-da-farinha por pequenos grilos pode ajudar a combater esse comportamento indesejável.

## Galeria

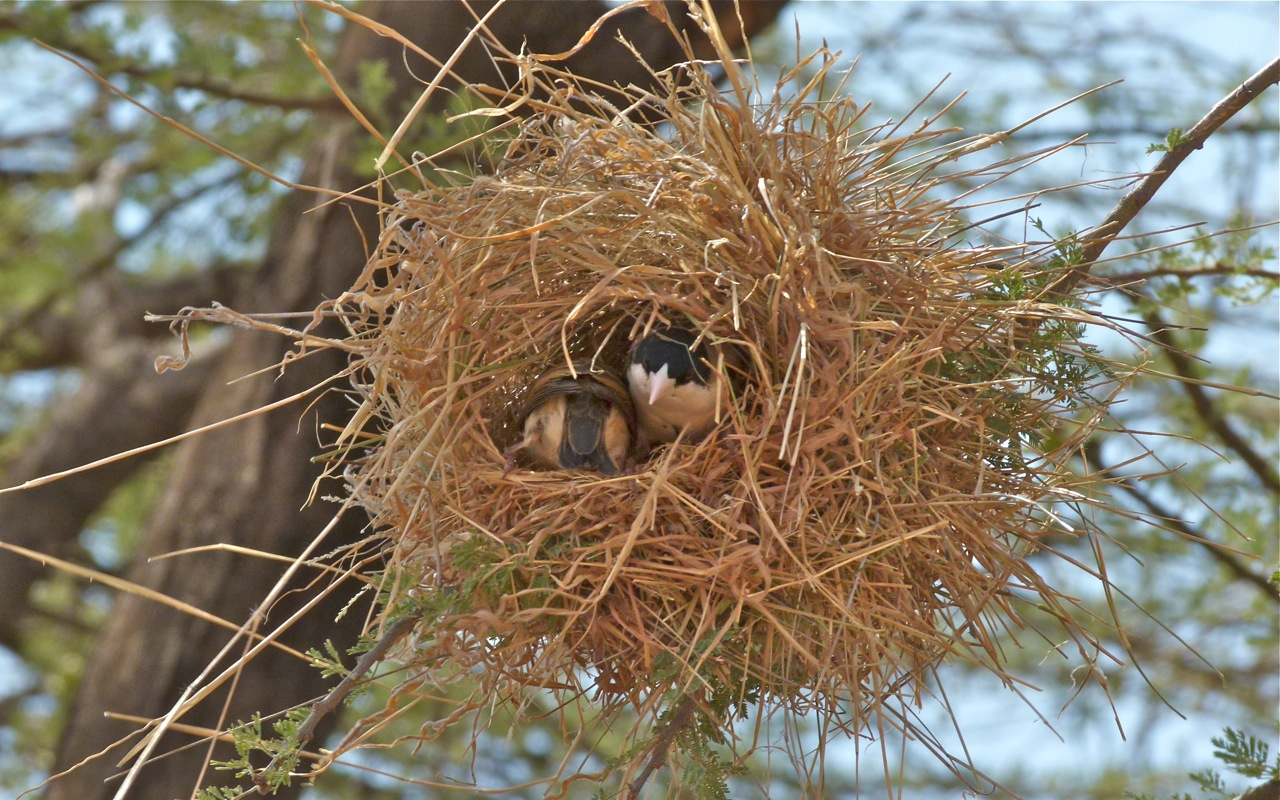
Tecelão-de-capuz-preto construindo um ninho.
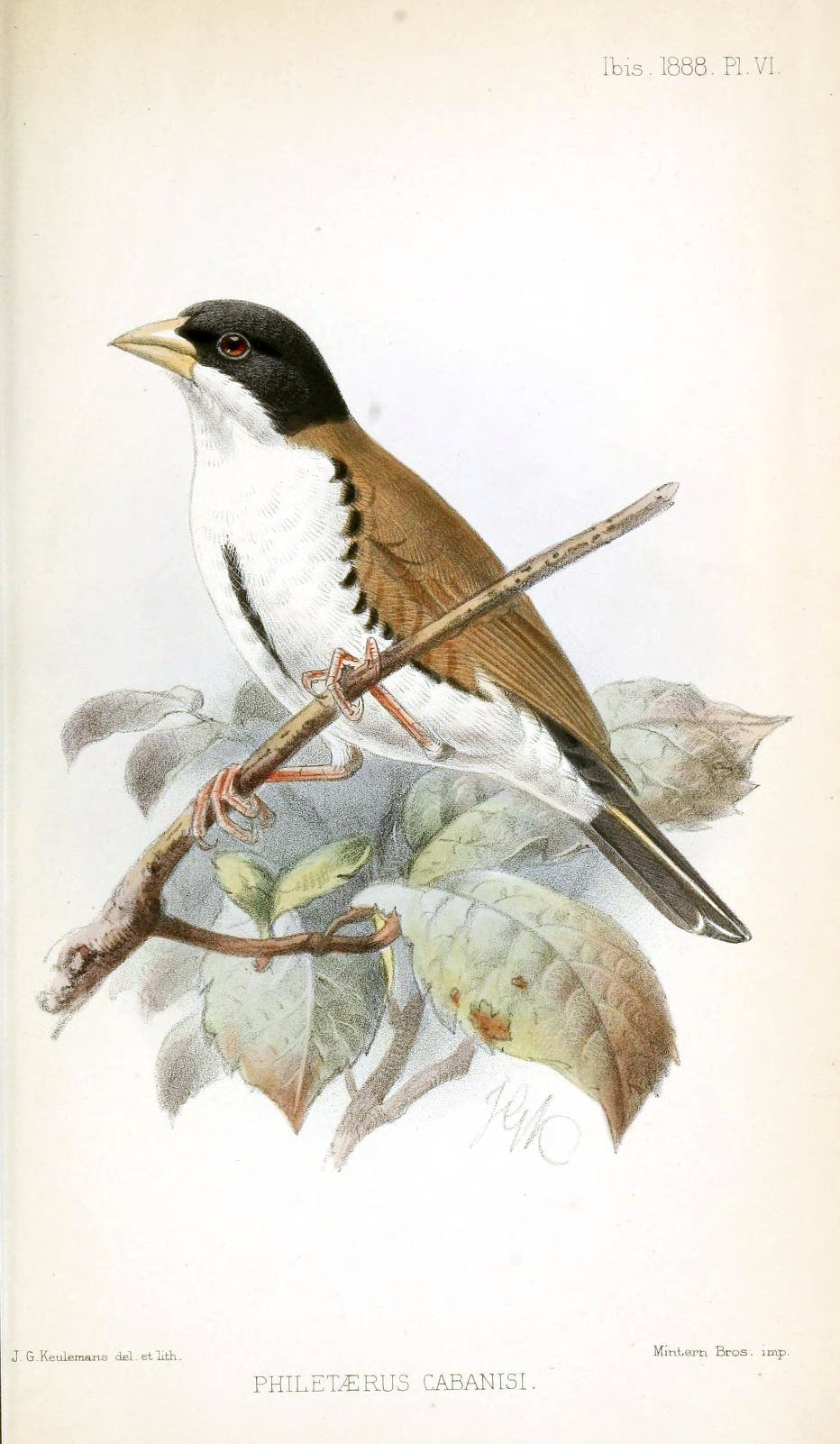
Ilustração de J. G. Keulemans (1888).